# 騎士精神

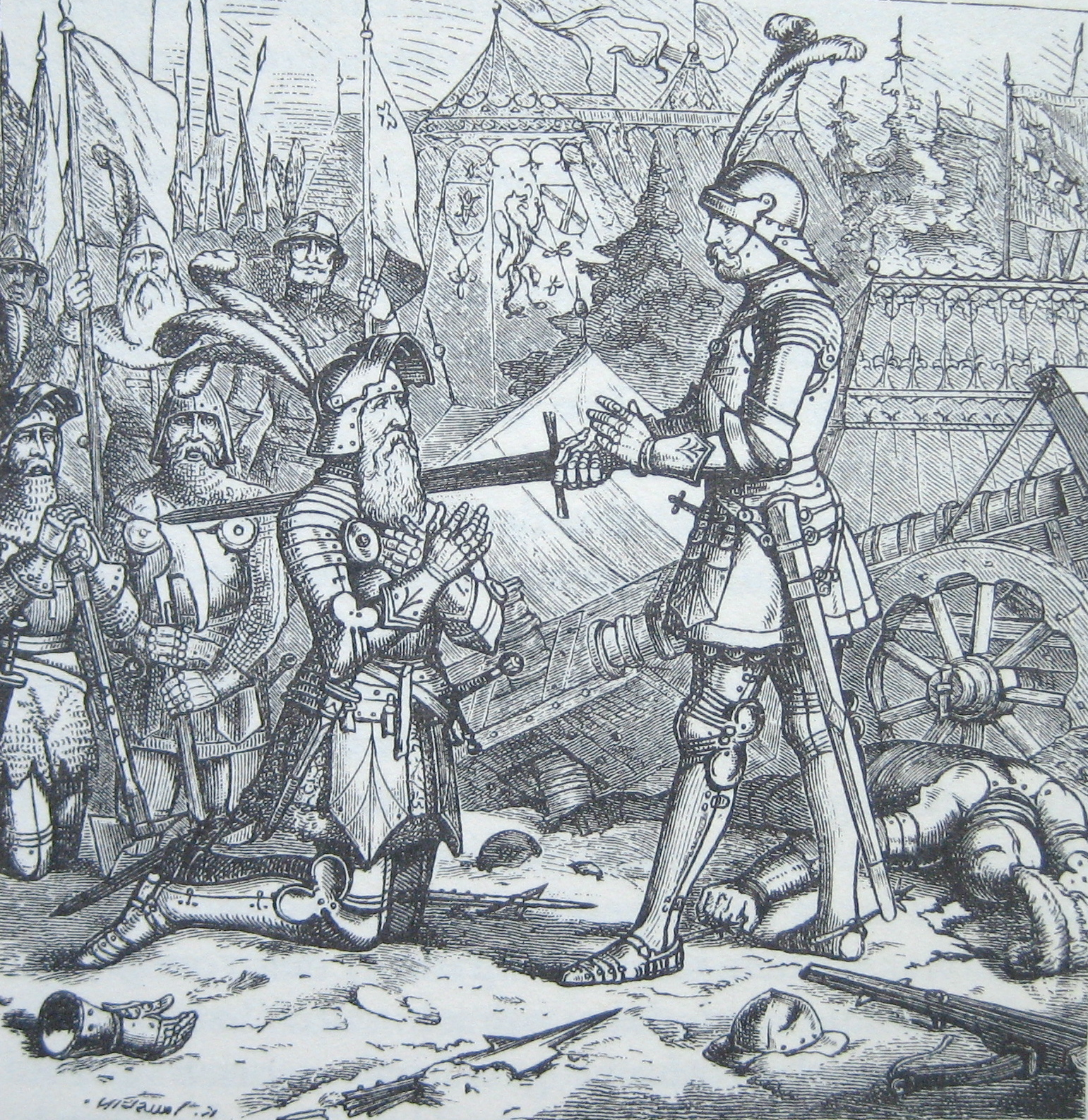
古代授予骑士头衔的仪式

騎士精神（法語：Chevalerie），是中世紀歐洲上層社会的一种精神文明，它是以个人身份的优越感为基础的道德与人格的表现，但它也积淀着西欧民族远古尚武精神的某些积极因素，繼承了古代歐洲部落文明至早期工商業文明歷史以來的尚武精神。
在中世紀，騎士們是国家的精英階級，作為騎士有保衛教會及國家的責任。在戰爭來臨時，騎士必定身先士卒保护弱小，與日本的武士道有不少相似之處。除此之外，騎士亦有對野蛮地区進行文明教化的責任。騎士精神包括了英勇無畏、勇於犧牲、崇尚榮譽、憐憫弱者、誠實守信、謙卑禮貌、擇善固執、大公無私這些美德。中世紀騎士亦有漠視騎士精神的例子，例如查理大帝的孫子們之間的衝突，日耳曼部落酋長會均分遺產給兒子，兄弟之間便為了爭奪財產引發戰爭。
時至今日，騎士精神對於歐洲民族特性有很大的影響，歐洲人許多道德修養皆源於它，構成了當中的紳士文化及歐洲文化中的貴族色彩。

## 定义
骑士精神（chivalry）这一词汇形成于古法语中的chevalier，源于中世纪拉丁语caballārius。chevalier最初是指处在贵族地位，在被需要时能够装备战马与重骑兵武器的人。该术语在1292年开始出现于英语中。
它的含义随着时间不断发生变化，从最初的具体军事意义“备有战马的军事单位相关状态与费用”或“一群骑士”，到自12世纪流行起来的基督教战士精神。因此骑士精神从简单的重装骑手到一种行为准则，有着递变的内涵。
骑士精神的概念起源于三件中世纪作品：匿名诗《騎士守則》(Ordene de Chevalerie)，讲述了提比利亚的于格二世被俘获后为萨拉丁展示基督教骑士仪式从而获释的故事；由拉蒙·柳利所写的《騎士守則全書》(西班牙語：Libre del ordre de cavayleria)，以骑士精神为主題；若弗魯瓦·德·沙爾尼的《騎士之書》(法語：Livre de Chevalerie)，证实了以实力为主的骑士品德。基于这三种著作，最初的骑士精神被定义为融入了军事、贵族、宗教这三个基本方面的生活方式。
骑士精神是中世纪晚期的产物，在十字军东征结束后的演化，部分是历史上战斗于圣地的骑士理想化，另一部分来自于宫廷爱情的理念。

### 骑士十诫
Gautier Léon在其1891年的作品《騎士精神》(Chevalerie)中紀錄了騎士十誡：
1. 信任教会；
2. 捍卫教会；
3. 尊重弱者并给予保护，
4. 忠于国家；
5. 不畏敌；
6. 毫不留情地与异教徒作战；
7. 在上帝的指引下履行封建职责；
8. 忠于言语；
9. 无私奉献；
10. 永远以正义与善良对抗不公与邪恶。

## 文学与历史现实中的骑士精神
骑士精神的追随者认为自中世纪晚期后，曾有一段男人都按照骑士规范行动的时间，对该阶级的模仿能改善现状。这是堂吉珂德的疯狂使命，一个最具骑士精神小说中的领导者与司各特的灵感来源。
随着现代历史文学研究的诞生，学者发现了无论将骑士时代前溯到何时，总是能在过去中有新发现，甚至到罗马帝国时期。